# Teste t de Student
O teste t de Student ou somente teste t é um teste de hipótese que usa conceitos estatísticos para rejeitar ou não uma hipótese nula quando a estatística de teste ({\displaystyle t\;}) segue uma distribuição t de Student.
Essa premissa é normalmente usada quando a estatística de teste, na verdade, segue uma distribuição normal, mas a variância da população {\displaystyle \sigma }2 é desconhecida. Nesse caso, é usada a variância amostral {\displaystyle s\;}2 e, com esse ajuste, a estatística de teste passa a seguir uma distribuição t de Student.

## História
A estatística t foi introduzida em 1908 por William Sealy Gosset, químico da cervejaria Guinness em Dublin, Irlanda ("student" era seu pseudônimo). Gosset havia sido contratado devido à política inovadora de Claude Guinness de recrutar os melhores graduados de Oxford e Cambridge para os cargos de bioquímico e estatístico da indústria Guinness. Gosset desenvolveu o Teste t como um modo barato de monitorar a qualidade da cerveja tipo stout. Ele publicou o Teste t na revista acadêmica Biometrika em 1908, mas foi forçado a usar seu pseudônimo pelo seu empregador, que acreditava que o fato de usar estatística era um segredo industrial. De fato, a identidade de Gosset não foi reconhecida por seus colegas estatísticos.

## Conceito

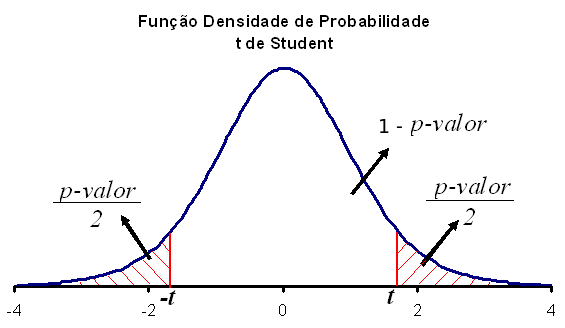
Função Densidade de Probabilidade para t de Student, indicando o p-valor unicaudal para determinado t

Se forem feitas inúmeras amostras de tamanho {\displaystyle n\!} a partir da mesma população e se fossem tiradas as médias de uma variável dessa população que possui uma distribuição normal, a distribuição dessas inúmeras médias seguiria uma distribuição t de Student. Por exemplo, imaginemos que a altura das pessoas segue uma distribuição normal. Se selecionarmos diversas amostras aleatórias de 100 pessoas e calculássemos a média da altura das pessoas de cada amostra, essa média da altura das pessoas seguirá uma distribuição t de Student.
Perceba que, na distribuição t de Student, valores muito baixos ou muito altos tem menor probabilidade de ocorrer, indicando que é menos provável que a média de uma amostra apresente valores muito distantes da média da população.
O formato da distribuição t de Student depende do número de graus de liberdade. Quanto maior o número de graus de liberdade, mais "concentrada" é a distribuição. Para valores muito grandes de graus de liberdade, a distribuição t de Student se aproxima da distribuição normal.
O Teste t consiste em formular uma hipótese nula e consequentemente uma hipótese alternativa, calcular o valor de {\displaystyle t\!} conforme a fórmula apropriada (abaixo) e aplicá-lo à função densidade de probabilidade da distribuição t de Student medindo o tamanho da área abaixo dessa função para valores maiores ou iguais a {\displaystyle t\!}. Essa área representa a probabilidade da média dessa(s) amostra(s) em questão ter(em) apresentado o(s) valor(es) observado(s) ou algo mais extremo. Se a probabilidade desse resultado ter ocorrido for muito pequena, podemos concluir que o resultado observado é estatisticamente relevante. Essa probabilidade também é chamada de p-valor ou valor p. Consequentemente, o nível de confiança {\displaystyle \alpha \!} é igual a 1 - p-valor.
Normalmente é usado um "ponto de corte" para o p-valor ou para o nível de confiança para definir se a hipótese nula deve ser rejeitada ou não. Se o p-valor for menor que esse "ponto de corte", a hipótese nula é rejeitada. Caso contrário, a hipótese nula não é rejeitada.
É comum que sejam usados os "pontos de corte" para p-valor 0,1%, 0,5%, 1%, 2% ou 5%, fazendo com que os níveis de confiança sejam, respectivamente, 99,9%, 99,5%, 99%, 98% ou 95%. Caso seja usado o p-valor 5% como "ponto de corte" e a área abaixo da função densidade de probabilidade da distribuição t de Student seja menor do que 5%, pode-se afirmar que a hipótese nula é rejeitada com nível de confiança de 95%.
Note que não rejeitar a hipótese nula não é a mesma coisa que afirmar que a hipótese alternativa é válida com o mesmo nível de confiança. Isso seria uma interpretação incorreta do teste.

### Unicaudal vs. Bicaudal
Dependendo da definição da hipótese nula, deve ser usado uma ou duas caudas da distribuição t de Student na avaliação do teste. Por exemplo, se a hipótese nula for {\displaystyle {\bar {x}}\leq \mu _{0}} e a hipótese alternativa {\displaystyle {\bar {x}}>\mu _{0}}, o teste deve ser feito somente para valores maiores do que {\displaystyle t\!} e, portanto, ao consultar a função densidade de probabilidade da distribuição t de Student, deve-se considerar somente a área superior a {\displaystyle t\!}, ou seja, somente uma das "caudas" da distribuição.
Por outro lado, se a hipótese nula for {\displaystyle {\bar {x}}=\mu _{0}} e, consequentemente, a hipótese alternativa {\displaystyle {\bar {x}}\neq \mu _{0}}, teríamos que avaliar ao mesmo tempo a possibilidade de  {\displaystyle {\bar {x}}<\mu _{0}} e de {\displaystyle {\bar {x}}>\mu _{0}}. Para isso, ao consultar a função densidade de probabilidade da distribuição t de Student, devem ser consideradas as áreas abaixo da curva para valores superiores a {\displaystyle t\!} e inferiores a {\displaystyle -t\!}, ou seja, as duas "caudas" da distribuição. Como a distribuição é simétrica, os tamanhos dessas áreas são iguais.

## Teste t para média de uma amostra
O teste t para média de uma amostra consiste em medir a probabilidade da média da amostra em questão ter apresentado o valor observado {\displaystyle {\bar {x}}} ou algo mais extremo, dada a média da população {\displaystyle \mu _{0}\!}.
Para fazer isso, estipulamos, por exemplo, que a hipótese nula é {\displaystyle {\bar {x}}\leq \mu _{0}} e que, por consequência, a hipótese alternativa é {\displaystyle {\bar {x}}>\mu _{0}}. Usamos a seguinte fórmula para o cálculo da estatística t:
{\displaystyle t={\frac {{\bar {x}}-\mu _{0}}{\tfrac {s}{\sqrt {n}}}}}
Em que:
- {\displaystyle {\bar {x}}}: Média da amostra;
- {\displaystyle \mu _{0}\!}: Valor fixo usado para comparação com a média da amostra;
- {\displaystyle s\!}: Desvio padrão amostral;
- {\displaystyle n\!}: Tamanho da amostra.

Quanto maior {\displaystyle t\!}, mais confiança temos ao rejeitar a hipótese nula, ou seja, mais certeza temos ao afirmar que {\displaystyle {\bar {x}}\leq \mu _{0}} não é verdadeiro.
Note que, na fórmula acima, quanto maior {\displaystyle {\bar {x}}-\mu _{0}}, maior será {\displaystyle t\!}. Ou seja, quanto maior a distância dos valores observados ao valor que estamos comparando, mais certeza teremos em afirmar que eles são diferentes. Do mesmo modo, {\displaystyle t\!} aumenta quando o tamanho da amostra {\displaystyle n\!} é maior ou quando o desvio padrão {\displaystyle s\!} é menor. Teoricamente, o desvio padrão a ser usado deveria ser o da população (normalmente identificado com o símbolo {\displaystyle \sigma \!}), mas em muitos casos práticos esse valor é desconhecido, sendo necessário aproximá-lo pelo desvio padrão amostral {\displaystyle s\!}:
{\displaystyle s={\sqrt {{\dfrac {1}{n-1}}\sum _{i=1}^{n}(x_{i}-{\overline {x}})^{2}}}}

### Exemplo prático
Determinado carro consegue percorrer 15 km a cada litro de combustível gasto em uma estrada plana e de boas condições, mas essa distância pode variar devido a diversos fatores. Digamos que a distância percorrida por litro de combustível tenha uma distribuição normal com média 15 km e desvio padrão de 2 km.
Suponhamos que seja feita uma modificação no motor desse carro com o objetivo de aumentar a distância percorrida por litro de combustível. Depois da modificação, foram realizados 10 testes. Nesses testes, a média das distâncias percorridas por litro de combustível foi de 16,6 km.
A princípio, como 16,6 km é uma distância superior a 15 km, parece que a modificação no motor aumentou a distância percorrida por litro de combustível. Mas, para comprovar esse efeito de forma estatística, definimos a hipótese nula {\displaystyle {\bar {x}}\leq \mu _{0}} e calculamos o valor de {\displaystyle t\!}.
Neste caso, temos:
{\displaystyle {\bar {x}}=16,6\,\mathrm {km} }
{\displaystyle \mu _{0}=15\,\mathrm {km} }
{\displaystyle s=2\,\mathrm {km} }
{\displaystyle n=10}
Assim,
{\displaystyle t={\frac {16,6-15}{\tfrac {2}{\sqrt {10}}}}=2,53}
Conforme a função de densidade de probabilidade da distribuição t de Student com 9 (10-1) graus de liberdade, existe 1,61% de probabilidade de valores superiores a 2,53 terem sido obtidos caso a distância percorrida por litro de combustível não ter sido alterada. Se estivermos usando nível de confiança de 95%, rejeitaríamos a hipótese nula {\displaystyle {\bar {x}}\leq \mu _{0}}. Isso pode ser explicado de duas formas:
- A probabilidade obtida com o t calculado (1,61%) é inferior ao "ponto de corte" do p-valor (5%), ou
- O valor t do "ponto de corte" escolhido (95% de confiança, que corresponde ao t de 1,833), é inferior ao t calculado (2,53).

Na primeira explicação, é necessário calcular a área abaixo da função densidade de probabilidade da distribuição t de Student com 9 graus de liberdade para valores superiores a 2,53 usando algum software estatístico ou planilha de cálculo. Na segunda explicação, além dos softwares estatísticos ou planilhas de cálculo, também poderia-se chegar no valor 1,833 usando uma tabela de valores para distribuição t de Student, que normalmente constam em livros de estatística.
Perceba que, se usássemos nível de confiança de 99%, ao invés de 95%, não rejeitaríamos a hipótese nula porque:
- A probabilidade obtida com o t calculado (1,61%) é superior ao "ponto de corte" do p-valor (1%), ou
- O valor t do "ponto de corte" escolhido (99% de confiança, que corresponde ao t de 2,821), é superior ao t calculado (2,53).

## Teste t para médias de duas amostras

### Tamanhos iguais, variâncias iguais
Este teste só deve ser usado quando:
- o tamanho das amostras (n) dos dois grupos são iguais;
- Podemos assumir que as duas distribuições possuem a mesma variância.

A estatística t é calculada conforme a fórmula:
{\displaystyle t={\frac {{\bar {x}}_{1}-{\bar {x}}_{2}}{S_{x_{1}x_{2}}\cdot {\sqrt {\frac {2}{n}}}}}}
,onde
{\displaystyle \ S_{x_{1}x_{2}}={\sqrt {\frac {S_{x_{1}}^{2}+S_{x_{2}}^{2}}{2}}}}
A quantidade de graus de liberdade a ser usado nesse teste é {\displaystyle 2n-2}.

### Tamanhos diferentes, variâncias iguais
Este teste só deve ser usado quando podemos assumir que as duas distribuições possuem a mesma variância.
A estatística t é calculada conforme a fórmula:
{\displaystyle t={\frac {{\bar {x}}_{1}-{\bar {x}}_{2}}{S_{x_{1}x_{2}}\cdot {\sqrt {{\frac {1}{n_{1}}}+{\frac {1}{n_{2}}}}}}}}
,onde
{\displaystyle S_{x_{1}x_{2}}={\sqrt {\frac {(n_{1}-1)S_{x_{1}}^{2}+(n_{2}-1)S_{x_{2}}^{2}}{n_{1}+n_{2}-2}}}.}
A quantidade de graus de liberdade a ser usado nesse teste é {\displaystyle n_{1}+n_{2}-2}.

### Tamanhos diferentes, variâncias diferentes
Este teste é usado quando as amostras possuem variâncias diferentes. Para confirmar se as variâncias são realmente diferentes, é recomendável realizar um teste de variâncias.
A estatística t é calculada conforme a fórmula:
{\displaystyle t={{\bar {x}}_{1}-{\bar {x}}_{2} \over s_{{\bar {x}}_{1}-{\bar {x}}_{2}}}}
,onde
{\displaystyle s_{{\bar {x}}_{1}-{\bar {x}}_{2}}={\sqrt {{s_{1}^{2} \over n_{1}}+{s_{2}^{2} \over n_{2}}}}}
A quantidade de graus de liberdade a ser usado nesse teste é:
{\displaystyle {\frac {(s_{1}^{2}/n_{1}+s_{2}^{2}/n_{2})^{2}}{(s_{1}^{2}/n_{1})^{2}/(n_{1}-1)+(s_{2}^{2}/n_{2})^{2}/(n_{2}-1)}}}
Essa equação é chamada de Equação Welch–Satterthwaite.

## Teste t para coeficiente de regressões
O Teste t também pode ser usado para testar a significância de coeficientes de regressões. Em geral esse teste é usado para confirmar se a variável que está sendo usada na regressão está realmente contribuindo para a estimativa.